# Coeligena
Coeligena es un género de aves apodiformes perteneciente a la familia Trochilidae que agrupa a especies nativas de América del Sur, cuyas áreas de distribución principalmente a lo largo de la cordillera de los Andes, se encuentran desde el norte de Venezuela hasta el noroeste de Bolivia. A sus miembros se les conoce por el nombre común de incas o colibríes inca.

## Características
Los colibríes de este género son grandes, miden entre 13 y 14 cm de longitud, de picos negros, largos y rectos, que miden una vez y media el largo de la cabeza. La cola es poco furcada a casi recta; de plumaje variado, muchos con garganta o capucha resplandeciente y plumaje contrastante; algunos presentan dimorfismo sexual. Habitan en selvas montanas y sus bordes.

## Etimología
El nombre genérico femenino «Coeligena» deriva del nombre específico Ornismya coeligena cuyo epíteto proviene del latín moderno «coeligenus» que significa ‘celestial’, ‘nacido en el cielo’.

## Taxonomía
Las especies C. inca y C. conradii fueron tradicionalmente tratadas como subespecies del inca acollarado (Coeligena torquata), pero fueron elevadas por algunos autores a especies plenas con base en significativas diferencias de plumaje, lo que fue posteriormente seguido por las principales clasificaciones.
Las especies C. consita y C. eos fueron tradicionalmente tratadas como subespecies del inca de Bogotá (Coeligena bonapartei), pero fueron elevadas por algunos autores a especies plenas con base en significativas diferencias de plumaje, lo que fue posteriormente seguido por las principales clasificaciones.
Las subespecies C. violifer osculans, el inca de Cuzco; C. violifer albicaudata, el inca de Apurímac; y C. violifer dichroura, el inca de Huánuco, son consideradas como especies separadas del inca gorgimorado (Coeligena violifer) por las clasificaciones Aves del Mundo (HBW) y Birdlife International (BLI) con base en diferencias de plumaje, pero esto no es seguido por otras clasificaciones.
La subespecie C. torquata eisenmanni, el inca de Vilcabamba, es considerado como especie separada del inca acollarado (Coeligena torquata) por las clasificaciones HBW y BLI con base en diferencias de plumaje, pero esto no es seguido por otras clasificaciones.

## Lista de especies
Según las clasificaciones del Congreso Ornitológico Internacional (IOC) y Clements Checklist, el género agrupa a las siguientes especies con el respectivo nombre popular de acuerdo con la Sociedad Española de Ornitología (SEO) u otro cuando referenciado:
| Imagen | Nombre científico    | Autor                       | Nombre común       | Estado de conservación | Distribución |
| ------ | -------------------- | --------------------------- | ------------------ | ---------------------- | ------------ |
|        | Coeligena coeligena  | (Lesson, 1833)              | inca bronceado     | LC                     |              |
|        | Coeligena wilsoni    | (Delattre & Bourcier, 1846) | inca pardo         | LC                     |              |
|        | Coeligena prunellei  | (Bourcier, 1843)            | inca negro         | VU                     |              |
|        | Coeligena torquata   | (Boissonneau, 1840)         | inca acollarado    | LC                     |              |
|        | Coeligena inca       | (Gould, 1852)               | inca de Gould      | LC                     |              |
|        | Coeligena conradii   | (Bourcier, 1847)            | inca verde         | LC                     |              |
|        | Coeligena violifer   | (Gould, 1846)               | inca gorgimorado   | LC                     |              |
|        | Coeligena iris       | (Gould, 1853)               | inca arcoíris      | LC                     |              |
|        | Coeligena phalerata  | (Bangs, 1898)               | inca coliblanco    | NT                     |              |
|        | Coeligena orina      | Wetmore, 1953               | inca del sol       | EN                     |              |
|        | Coeligena lutetiae   | (Delattre & Bourcier, 1846) | inca alihabano     | LC                     |              |
|        | Coeligena consita    | Wetmore & Phelps, Jr., 1953 | inca de Perijá     | EN                     |              |
|        | Coeligena bonapartei | (Boissonneau, 1843)         | inca ventridorado  | LC                     |              |
|        | Coeligena eos        | (Gould, 1848)               | inca alirrufo      | LC                     |              |
|        | Coeligena helianthea | (Lesson, 1839)              | inca ventrivioleta | LC                     |              |